# Бетонный пол
Бетонный пол — один из вариантов перекрытия. Он используется повсеместно: преимущественно в зданиях промышленного назначения и помещениях, где возможны высокие пешеходные нагрузки, химические и температурные воздействия. Это могут быть склады, ангары, подземные переходы, торговые залы, заводские цеха и т.д.
По количеству слоев промышленные бетонные полы могут быть многослойными и однослойными.
Однослойные бетонные полы актуальны и при строительстве жилых домов.
Многослойные бетонные полы устраиваются при реконструкции существующего покрытия. Также многослойные бетонные покрытия применяются для усиления уже имеющегося пола, к примеру, когда толщина пола должна быть более 250 мм.
По типу армирования бетонные полы подразделяют на армированные и неармированные.
Неармированные конструкции используются, когда на поверхность не планируется оказывать высокие нагрузки.
Армированные — наиболее прочные и надёжные полы. Применяются повсеместно — от торговых центров до заводских цехов.
По типу финишного слоя бетонные полы могут быть с полимерным покрытием или с упрочненным верхним слоем. Без финишного покрытия бетонные полы практически не используются в связи с пористостью, низкой износостойкостью и прочностью на растяжение.
Бетонный пол проектируется в зависимости от интенсивности воздействия внешних факторов, видов предполагаемых нагрузок и специфических требований заказчика. 
Бетон укладывается либо непрерывным монолитным методом (в случае небольшой площади устраиваемой поверхности), либо последовательно параллельными секциями (если площадь участка велика) в несколько этапов.